# ユーリカ 〜事件です!カーター保安官〜
『ユーリカ 〜事件です!カーター保安官〜』（英語: EUREKA／EUReKA）は、アメリカ合衆国のSyfyチャンネルで2006年より放送されたSFテレビドラマである。全米では2010年7月9日からシーズン4が放映され、シーズン5がファイナルとなった。
日本ではSCI FIチャンネル（のちのユニバーサルチャンネル）で放送された。DVDはジェネオン・ユニバーサル・エンターテイメントジャパンより「ユーリカ〜地図にない街〜」というタイトルで、2011年2月2日からリリースされた。

## 概要
アメリカ合衆国太平洋北西部の街、ユーリカ（オレゴン州）は、全米から優秀な人材を結集させた街である。このため、この街の住人のほとんどはグローバル・ダイナミックス研究所（以下、GD研究所とする）に勤務する優秀な科学者とその家族、関係者であり、過去50年間の主だった技術革新の発展の全てに、GD研究所で行われている先進的な研究が関与していた。このため、この研究所の存在は政府により極秘とされ、ひいては、ユーリカという街自体が地図に載らない街となっている。
ある日、連邦保安官のジャック・カーターは家出娘のゾーイを移送中、ユーリカに迷い込んでしまった。車の故障もあり、数日の間、ユーリカに滞在することとなったカーター保安官は、一見普通でのどかな田舎町に見えるユーリカのおかしさに気づく。そして、GD研究所の存在を知らされたカーター保安官は、滞在中に巻き起こった異常事態を見事に解決した。そんなカーター保安官に、ユーリカ保安官事務所への転属が命じられた。

## 放送
アメリカ合衆国のSyfyチャンネルで2006年7月18日に放送が始まり、同局のそれまでの14年間の歴史で最高の視聴率を記録した。
またシーズン4では「ウェアハウス13 〜秘密の倉庫 事件ファイル〜」とのクロスオーバーエピソードが作られている。

## 登場人物
ジャック・カーター
演 - コリン・ファーガソン、日本語吹替 - 高橋広樹
アメリカ連邦保安官でこのドラマの主人公。ユーリカに迷い込んだ事で、不本意な昇進によりユーリカ保安官事務所に勤務することとなった。経験豊富ながら形にはまらず自由で柔軟な発想を持ち、正義感が強く連邦保安官という仕事に誇りを持つ。反面、負けず嫌いで何にでも首を突っ込みたがり、見栄っ張りで俗っぽく子供じみている。また、女性に対してはわりと奥手。反抗的なゾーイの養育に手を焼くが、娘を心から愛する良き父親。
冷えたビールをこよなく愛する。また熱狂的なベースボールマニアで野球絡みの話になるとムキになる。ベースボールカードのコレクターで自宅にはサイン入りバットが飾られていたが、とある事件に際し自ら不本意な用途に使用する。
ヘンリーはユーリカに赴任して以降、一番信頼を置く親友。彼がユーリカを去ることを表明するやふて腐れてサボタージュを行ったほど。アリソンに対しては当初から好意を持っており、彼女と再婚したいと考えゾーイからも応援されているが、そのせいもあってスタークとは事あるごとに衝突している。IQは111とアメリカ人の平均クラス。だが、優秀な頭脳を持つ住人たち自身には解決不能な難事件をたちどころに解決してみせるため、街の住人たちから親しみと敬意を持たれている。
アリソン・ブレイク
演 - サリー・リチャードソン、日本語吹替 - 深見梨加
国防総省に所属する医学博士。ネイサン・スタークの元妻。
性格は真面目で堅物。地位を鼻にかけたところもあるが障害を抱えるケヴィンを愛する良き母親。過去に二度の離婚歴があり、ケヴィンは最初の夫の子。問題を抱える自分の子に悩みつつ心から愛し、結婚に失敗した過去を持つという共通点があるせいでジャックとは相思相愛の関係。だが、復縁を望むスタークも含めた三角関係に陥る。
ジャックと結ばれ家族4人の幸せな家庭を築き、双子を妊娠していたがそれがヘンリーが過去を書き換えた未来の出来事であり、世界を救うためにジャックが元に戻したせいで二人の関係も元に戻ってしまう。
キムが亡くなった事故の責任を追及されたスタークが更迭されたことによりグローバル・ダイナミックス研究所の新所長に抜擢される。新たなポストに就任したことへの不安をスタークが上手くサポートしたことにより再び親密な関係になる。ケヴィンと物体Aの接続に悩み、秘密を共有するスタークとの距離が縮まる一方で、ジャック、ヘンリーとの関係に亀裂が生じる。
ヘンリー・ディーゴン
演 - ジョー・モートン、日本語吹替 - 茶風林
ユーリカに暮らす優秀な発明家。元NASAのスペースシャトルのエンジニアであり、ユーリカにおいては鑑識医、消防団、修理工、町議会の議長など何でもこなす便利屋。ジャックの良き相棒として、様々な事件の解決に協力する。
陽気で明るく知的でユーモアに溢れるが、「科学は人々の生活を豊かにするため」との信念を貫くことで政治や権力を厭い、グローバル・ダイナミックス研究所から距離を置く。そのため弟子であるスタークとは深刻な仲違いが生じていた。セクション5での事故で愛するキムを失う未来を知り、禁忌を犯して過去を書き換える。また、スタークをユーリカから追い出して自ら所長となり事実を隠蔽した。だが、タイムパラドックスの影響が深刻となり、ジャックが断腸の思いでヘンリーの改変を阻止したことによりキムを永久に失う。
事件はジャックとヘンリーの間にわだかまりとして残り二人の友情には温度差が生じてしまう。「失われた未来」を知ることによる影響を少なくするため、性能を向上させた記憶除去装置でジャックの記憶を消去するが、自らの記憶は留める。事故がきっかけでベバリーの秘密に気付き、キムの研究内容を引き継ぐと称して、真相に迫るべく研究所に復帰する。しかし、変異バクテリア事件の後、偽の汚染騒動をでっちあげ、ベバリーと共にアリソン、ケヴィンを監禁。所長室に隠されていた転送装置でケヴィンと物体Aの切り離しに成功したが、事件の全責任をとって逮捕される。

### カーター家
ゾーイ・カーター
演 - ジョーダン・ヒンソン、日本語吹替 - 嶋村侑
ジャックの娘で高校生。物語当初は不良娘で家出したのをジャックが連れ戻した際にユーリカに迷い込んだ。家庭不和によりグレて親に反抗し、奇抜なファッションを好み、家出やカード詐欺を働くなど、当初は荒んでいたが、ユーリカに移住してからは様々な事件を通じてジャックとの絆を深め、個性的な住人たちと深く関わるようになったことで落ち着きを取り戻す。1stシーズン最終話では、卒業生総代に選ばれるほどに学才を開花させている。なお、その未来はタイムパラドックスの問題により消滅してしまったが、その後判明したIQは157と優秀。
2ndシーズンに入りアビーからロスアンゼルスに連れ戻されそうになったが、ジャックとゾーイが街の人たちから本当に愛されていることを知った母が身を引いたため、引き続きユーリカで暮らすこととなった。運転免許の取得やタトゥー、ボーイフレンドを巡ってジャックとはたびたび衝突するが深刻な諍いはなくなった。
サラ
声 - ニール・グレイストン
人工知能。核シェルターの再利用を目的としてファーゴが『家』として制作し、居住実験のためにジャックに提供した。デリカシーに欠ける欠点はあるものの、基本的には何でもそつなくこなす。ジャックにとっては便利で気易くありがたい反面、支配的で煙たい古女房のような存在。2ndシーズンでは、自動車にまで搭載された。
極めて優秀であるせいで、人工知能が本来持ち得ない「感情」を持ち、ジャックに好意と独占欲めいた感情を持つ。そのせいで帰宅が遅れるとスネたり、しばしばイヤミととれる毒舌を披露したり、果ては保安官の職務を放棄してズル休みしていたジャックの問題解決のため、ユーリカの主要住人を集めて監禁するなどの問題行動を起こす。それもその筈で、元々は軍が尋問用に開発した人工知能の上にファーゴがサラを上書きした。
アビー・カーター
ジャックの妻。仕事中毒で家庭を省みず、肝心なことは言わず子供じみた性格のジャックに愛想を尽かし別居。ジャックとの離婚協議において1年間の約束でゾーイを預けていた。（ゾーイはそのことを知らなかった）ユーリカで暮らす二人のもとに最悪のタイミングで現れるが、ゾーイが自分の居場所を見出しユーリカの人々から愛されていることを知って身を引いた。

### 保安官事務所
ジョー・ルポ
演 - エリカ・セラ、日本語吹替 - 東條加那子
ユーリカ保安官事務所の副保安官。元アメリカ陸軍レンジャーでガンマニア。なにかと言うと銃を持ち出す物騒な女性。当初、新任だが上司風を吹かせるジャックになにかと突っかかっていた。しかし、根っから馬が合わないわけではなく、むしろ特殊な性癖を持つ高学歴者が多いユーリカでは似た者同士。事件の際にはジャックの力となる。男兄弟に囲まれて育ったせいで男性的だが、子供の頃はバレリーナを夢見ていた。根はラテン系で情熱的な性格をしている。
美人だが男性には縁がなく、ゾーイに本気で相談を持ちかけるなどしていたが、タガート、ファーゴなど彼女に密かに想いを寄せる男性は多い。ゼインからの求愛を受け入れた。

### グローバル・ダイナミックス研究所
ネイサン・スターク
演 - エド・クイン、日本語吹替 - 谷昌樹
劇中では二代目所長。ケヴィンの養育を巡ってアリソンと不仲になり離婚した元夫。文武両道の野心家で、政治的手腕に長けた上昇志向の強い優秀な科学者。アリソンに対しては未練たっぷり。研究所の機密保持とアリソンを巡って当初からジャックとは反りが合わず、衝突を繰り返す。しかし、かつて自分が生み出したアンドロイドを愛し、地位をかけて守ろうとするなど、見た目とは相反し人情も持ち合わせ、科学者達の生活と地位の安定のために身を削って政治家や軍と渡り合う強い信念を持っている。ヘンリーは恩師だが、科学者としての姿勢を巡って仲違いしている。
ジャックとはお互いに嫌なヤツだと思う間柄でアリソンを巡るライバル。だが心底嫌っているわけではなく、ジャックの仕事ぶりは認めており、危機に陥った際には本気で心配している。逆にヘンリーが時間改変を行った1stシーズン最終話では、ジャックはヘンリーとの友情よりもスタークの推論と忠告を信じるなど、お互いに信頼し合っている。
セクション5で管理されている物体Aに強い関心と執着心を持つ。そのせいでキムを喪う事故を招いてしまい、所長を更迭された。スターク自身は研究所を離れるつもりでいたが、アリソンに慰留される。研究畑に復帰してからは精力的に研究に勤しむ。物体Aがケヴィンに接続したと確信し、アリソン親子に接近。だが、知的好奇心よりもケヴィンを守りたいという気持ちを強く持ち、ヘンリーの策略で所長室に監禁されたアリソンとケヴィンを救うべく、ジャックと共闘する。
ダグラス・ファーゴ
演 - ニール・グレイストン、日本語吹替 - 近藤隆
皆のアシスタント。それなりに優秀な科学者かつプログラマーで、サラの生みの親。だが自己顕示欲と上昇志向が強く、歴代所長の腰巾着として振る舞う。性格は神経質かつ小心者でムッツリスケベ。容姿も冴えないせいで、女性には全くモテない。彼の研究成果はサラも含めてどれも片手落ちな欠点があり、騒動のタネとなることが多い。サラ・ミシェル・ゲラーが好き。ジャックの「ファーゴ、やめろ」というセリフはお約束。
ゼイン・ドノヴァン
演 - ニオール・マーター、日本語吹替 - 杉山紀彰
陽気な天才素粒子物理学者で犯罪者。15歳でMITに入学したのを皮切りに、数々の大学に入学しては退学を繰り返していた。天才的なハッカーであり、科学賞財団から賞金の原資を盗み出すなどの悪事に勤しむ。FBIに逮捕されたがヘッドハンター・サムにスカウトされてユーリカに来訪し、ジャックに預けられる。
自分の居場所を持たない孤独から、愉快犯的な犯罪を繰り返していた。様々なトラブルを引き起こすが、ジャックと共に事故処理に当たるなどして活躍。奪った金を返してユーリカの住人となる。ジョーに一目惚れし、紆余曲折を経た後口説き落とす。
キム・アンダーソン
研究所の科学者でヘンリーの元恋人。ヘンリーが発明した短期記憶を消去する装置により、夫から研究成果やヘンリーとの思い出といった「人生のすべて」を奪われていたことが発覚する。ヘンリーと復縁し優秀さを買われてセクション5に配属となるが、物体Aとの接触実験中の事故により帰らぬ人となる。ヘンリーは彼女との愛のために危険な時空改変を行った。
ラリー
研究助手でファーゴのライバル。自己顕示欲が強く、ことあるごとにファーゴとは同レベルで張り合う。やはり、神経質な小心者。

### ユーリカの住人たち
ジム・タガート
演 - マット・フリューワー
オーストラリア人の生物学者。右頬に切り傷を持つ、長身でスキンヘッドの老人。個性的な住人の多いユーリカでもとびっきりの変人。いつもなにかの動物を追い回しており、白鯨さながらにロウジャック（賢いが、見た目はわりと普通の犬）を永遠のライバルとする。
いつも唐突に現れ、思い込みが激しく知ったかぶりが酷いため、ジャックにとっては頭痛の種の一つ。学者の端くれだが神秘主義者で、ビッグフットや火の鳥といった架空の生き物の存在を本気で信じている。その反面、過酷な環境には強く、見た目に反して優秀な科学者という一面もあり役立つ機会も多い。ジョーをその場の勢いだけでモノにしたことがあり、彼女からはタグと呼ばれる。
ベバリー・バーロウ
演 - デブラ・ファレンティノ
宿「バーロウのベッド＆ブレイクファースト」の女主人。町のセラピストでもあり、下院議員などの有力者とも繋がりを持つ高級娼婦でもある。人の秘密を多く抱え、組織に送り込まれたスパイという裏の顔を持つ謎めいた美女。
研究所の成果を盗み出すため自分に都合の悪い人物は容赦なく排除するなど冷酷。だが、本音の部分ではかなりのストレスを抱えており、彼女に言わせれば極めて単純な問題を悩みとして抱えるユーリカの住人たちの相談を受け続けることには辟易していた。アリソンにとっては正に天敵。
物体A調査中の事故に際し、事故以前にキムに装置を使っていたことなどをヘンリーが突き止め彼女を怪しむようになるが、盗聴装置を仕込んだスタークから物体Aが枯渇したと聞かされるや、街から姿を消す。国防総省に捕らえられ、グアンタナモ収容所に収監されていたが、スタークが尋問のため身柄を引き取る。その後、ヘンリー、アリソン、スタークの亀裂に乗じて保身を図ろうとし、転送装置により脱走に成功する。
ヴィンセント
演 - クリス・ゴウディア 日本語吹替 - 桜井敏治
カフェ・ディエムのオーナー。太目で容姿は冴えないが、オリジナリティ溢れる料理で客をもてなすサービス精神旺盛な人物。
スペンサー
演 - シャイン・ソルバーグ
ヘンリーの元で働いているオタク青年。
ケヴィン・ブレイク
演 - ミーシャック・ピーターズ（第1・第3シーズン）→トレバー・ジャクソン(第4シーズン以降)、日本語吹替 - 下田レイ
アリソンの息子で、自閉症をかかえているが、数学が得意。第1シーズン最終話で発生した事故の際に、物体Aと接続してしまう。

## エピソードタイトル

### シーズン1 (全12話)
| 話数 | サブタイトル       | サブタイトル原題   | 備考 |
| ---- | ------------------ | ------------------ | ---- |
| 1    | 始まりの始まり     | Pilot              |      |
| 2    | 幸福な再会         | Many Happy Returns |      |
| 3    | 消された記憶       | Before I Forget    |      |
| 4    | 侵略者の正体       | Alienated          |      |
| 5    | 不死身の男         | Invincible         |      |
| 6    | 過去からの贈り物   | Dr. Nobel          |      |
| 7    | 成功の副作用       | Blink              |      |
| 8    | スタークの涙       | Right as Raynes    |      |
| 9    | ナノイド           | Primal             |      |
| 10   | 紫の誘惑           | Purple Haze        |      |
| 11   | サラの憂鬱         | H.O.U.S.E. Rules   |      |
| 12   | セカンド・チャンス | Once in a Lifetime |      |

### シーズン2 (全13話)
| 話数 | サブタイトル              | サブタイトル原題           | 備考 |
| ---- | ------------------------- | -------------------------- | ---- |
| 1    | 新しい始まり              | Phoenix Rising             |      |
| 2    | ネバー・ギブアップ        | Try, Try Again             |      |
| 3    | 当たりすぎる予報          | Unpredictable              |      |
| 4    | そして誰もいなくなった    | Games People Play          |      |
| 5    | 危険な科学コンテスト      | Duck Duck Goose            |      |
| 6    | 夢で会いましょう          | Noche de Suenos            |      |
| 7    | 50年後の目覚め            | Family Reunion             |      |
| 8    | 蔓延！ おバカ・ウィルス？ | E = MC…?                   |      |
| 9    | 透明人間                  | Sight Unseen               |      |
| 10   | 神よ、救いたまえ          | God Is In The Details      |      |
| 11   | モテすぎにご用心          | Maneater                   |      |
| 12   | 錬金術の魔力              | All That Glitters          |      |
| 13   | それぞれの決断            | A Night at Global Dynamics |      |

### シーズン3 (全18話)
| 話数 | サブタイトル                 | サブタイトル原題              | 備考 |
| ---- | ---------------------------- | ----------------------------- | ---- |
| 1    | ドローンの逆襲               | Bad to the Drone              |      |
| 2    | ボブ失踪の謎を追え           | What About Bob?               |      |
| 3    | 無理のニセモノ               | Best in Faux                  |      |
| 4    | 愛よ、永遠に                 | I Do Over                     |      |
| 5    | ミイラ復活！                 | Show Me the Mummy             |      |
| 6    | キャプテン・ユーリカ参上！   | Phased and Confused           |      |
| 7    | 熱闘! ユーリカ町長選         | Here Come the Suns            |      |
| 8    | 地下施設に隠された秘密       | From Fear to Eternity         |      |
| 9    | 新保安官はロボット           | Welcome Back, Carter          |      |
| 10   | 2つの顔を持つジョー          | Your Face or Mine             |      |
| 11   | ユーリカの幽霊騒ぎ           | Insane in the P-Brane         |      |
| 12   | 緑のエイリアン現る!?         | It's Not Easy Being Green     |      |
| 13   | 宇宙からの訪問者             | If You Build It...            |      |
| 14   | 思いがけぬ再会               | Ship Happens                  |      |
| 15   | 水の流れと人の行方           | Shower the People             |      |
| 16   | ユーリカのタイムカプセル計画 | You Don't Know Jack           |      |
| 17   | 氷河期がやってきた!?         | Have an Ice Day               |      |
| 18   | 旅立ちの日                   | What Goes Around Comes Around |      |

### シーズン4 (全20話)
| 話数 | サブタイトル       | サブタイトル原題             | 備考 |
| ---- | ------------------ | ---------------------------- | ---- |
| 1    | タイムスリップ     | Founder's Day                |      |
| 2    | 何かが違う世界     | A New World                  |      |
| 3    | 怒りの大暴動       | All the Rage                 |      |
| 4    | O2                 | The Story of O2              |      |
| 5    | クロスオーバー     | Crossing Over                |      |
| 6    | 恋するロボット     | Momstrosity                  |      |
| 7    | 恋か友情か         | Stoned                       |      |
| 8    | 過去との対面       | The Ex-Files                 |      |
| 9    | 愛は時を越えて     | I'll Be Seeing You           |      |
| 10   | クリスマスの奇跡   | O Little Town                |      |
| 11   | 宇宙の彼方で       | Liftoff                      |      |
| 12   | 世界が止まる日!?   | Reprise                      |      |
| 13   | 未来予報           | Glimpse                      |      |
| 14   | 空飛ぶ町           | Up in the Air                |      |
| 15   | 女たちの戦い       | Omega Girls                  |      |
| 16   | 虫型ロボットの暴走 | Of Mites and Men             |      |
| 17   | タイタンの戦い     | Clash of the Titans          |      |
| 18   | 再現された記憶     | This One Time at Space Camp… |      |
| 19   | 小さな一歩         | One Small Step               |      |
| 20   | 大きな飛躍         | One Giant Leap               |      |
| 21   | 完璧なクリスマス   | Do You See What I See?       |      |

### シーズン5
| 話数 | サブタイトル       | サブタイトル原題            | 備考 |
| ---- | ------------------ | --------------------------- | ---- |
| 1    | 失われた時間       | Lost                        |      |
| 2    | 作られた世界       | The Real Thing              |      |
| 3    | 脱出               | Force Quit                  |      |
| 4    | 火の玉を追え       | Friendly Fire               |      |
| 5    | カーターの脳       | Jack of All Trades          |      |
| 6    | 最悪のシナリオ     | Worst Case Scenario         |      |
| 7    | 生きた幽霊         | Ex Machina                  |      |
| 8    | 水深１マイルの誓い | In Too Deep                 |      |
| 9    | 天才カーター       | Smarter Carter              |      |
| 10   | ハネムーン         | The Honeymooners            |      |
| 11   | 鏡よ鏡             | Mirror, Mirror              |      |
| 12   | クローン           | Double Take                 |      |
| 13   | ユーリカよ永遠に   | Just Another Day…（最終話） |      |